# 윤영채가옥
윤영채가옥(尹永彩家屋)은 대한민국 전북특별자치도 남원시에 있는 건축물이다. 1986년 9월 8일 전라북도의 문화재자료 제117호로 지정되었다.

## 개요
ㅁ자형 평면을 갖춘 집으로 북쪽 5칸·남쪽 4칸·동쪽 3칸으로 구분되어 있다. 1978년 대청마루를 개조할 때 나온 기와의 기록에 따르면 조선 중종 6년(1511)에 지었다고 한다.
이곳은 한말까지 이언방(伊彦坊)이라는 관청이 있었던 곳이다. 동대라고도 불리는 이 건물은 이언방의 사무실로 지은 듯하며, 남원부사의 별장이었다고 하여 동헌이라고 부르기도 한다. 풍수설에 따르면 남원 48방의 명당을 손꼽을 때 그 첫째가 이언이라고 할만큼 이름난 곳이다.
아래채는 본래 초가였으나 근래에 기와를 얹었다. 방과 부엌의 배치는 부엌을 중심으로 위·아래 방을 배열하는 식으로 이어 나갔다. 부엌은 위에 마루를 놓아 공간을 이용할 수 있게 하였으며, 북쪽에서 남쪽으로 뻗은 동쪽 방은 직사각형의 나무창을 두어 통풍이 되도록 배려하였다.
사랑채에는 방이 2칸 있는데 아랫방을 미닫이로 둘로 나누고 미닫이 너머 공간을 다시 둘로 나누어 벽을 만들고 서고를 두었다. 이곳도 나무창을 두어 통풍이 잘 되도록 배려하였다. 사랑방 서쪽으로 마루를 설치하였으며 대문은 서쪽을 향하고 있다.

## 참고 문헌
- 윤영채가옥 - 국가유산청 국가유산포털